# وادي الشعبة (الثلبوت)
وادي الشعبة المعروف قديماً باسم (وادي الثلبوت)، هو أحد أودية شبه الجزيرة العربية. يقع في منطقة حائل بالسعودية. يصب في وادي الرمة قرب البعايث، ويعد أحد أهم روافدة. وهو واد عريض ضحل، يتراوح اتساعه بين 300-900م، وطوله من أعاليه إلى مصبّه بحوالي 180 كم. تكثر فيه شجيرات الرمث.

## المؤرخين
تعرض بن بليهد لذكر وادي الثلبوت، في كتابة «صحيح الأخبار عما في بلاد العرب من الآثار» (1/184)، وقال عنه:
- واد يكتنفه آكام سود بين قطن وجبال الموشم والحاجر، وسيل ذلك الوادي يصب في الرمة.
- وادي الثلبوت يجري بين قطن والحاجر.
- ووادي الثلبوت: هو من روافد وادي الرمة الشمالية الكبيرة، ويسمى حديثا (الشعبة) وهو يسيل من الأماكن المرتفعة الواقعة غربي حائل ثم يمضي بعد أن يرفده عدة أودية وشعاب نحو الجنوب حتى يصب في الرمة شرق سمراء الحاجر وشمال قرية الشقران.